# Municipio de Hopkins (Míchigan)
El municipio de Hopkins (en inglés: Hopkins Township) es un municipio ubicado en el condado de Allegan en el estado estadounidense de Míchigan. En el año 2010 tenía una población de 2.601 habitantes y una densidad poblacional de 27,88 personas por km².

## Geografía
El municipio de Hopkins se encuentra ubicado en las coordenadas 42°38′21.11″N 85°43′28.09″O / 42.6391972, -85.7244694. Según la Oficina del Censo de los Estados Unidos, el municipio tiene una superficie total de 93,3 km² (36,0 mi²), de la cual 92,8 km² (35,8 mi²) corresponden a tierra firme y 0,5 km² (0,2 mi²) (0.53%) es agua.

## Demografía
En el 2000 la renta per cápita promedia del hogar era de $46.296, y el ingreso promedio para una familia era de $50.500. El ingreso per cápita para la localidad era de $17.220. En 2000 los hombres tenían un ingreso per cápita de $36.705 contra $23.914 para las mujeres. Alrededor del 4.70% de la población estaba bajo el umbral de pobreza nacional.